# Smrčina (Krušné hory)
Smrčina (999 m n. m.) je nevýrazný vrchol v západní části Krušných hor přibližně 1,5 km jihovýchodně od Blatenského vrchu, jehož je vedlejším vrcholem. Nad plošinu klesající od Blatenského vrchu mírně k jihu, vystupuje na okraji lesa nevýrazná kupka s krátkým strmým svahem na západní straně, téměř bez výhledu. Od vrcholové kupky klesá bažinatá louka k Horní Blatné.

## Přístup
Přístup od křižovatky zelené značky Abertamy - Horní Blatná a Bludenské cesty vedoucí od Perninku (lyžařská přeshraniční stezka Henneberg/Korce - Hřebečná). Asi po 200 m od křižovatky směrem do Perninku je odbočka vpravo (s označením lyžařské trasy do Horní Blatné), po této jinak neznačené cestě je asi po 1 km vlevo patrná vrcholová kupka.